# República Dominicana en los Juegos Olímpicos de Sídney 2000
La República Dominicana estuvo representada en los Juegos Olímpicos de Sídney 2000 por un total de 13 deportistas, 11 hombres y 2 mujeres, que compitieron en 5 deportes.
La portadora de la bandera en la ceremonia de apertura fue la halterófila Wanda Rijo. El equipo olímpico dominicano no obtuvo ninguna medalla en estos Juegos.